# فربيون بيروتي
الفربيون البيروتي (باللاتينية: Euphorbia berythea) نوع نباتي يتبع جنس الفربيون من الفصيلة اللبنية.

## الموئل والانتشار
ينتشر في بلاد الشام.

## مرادفات للاسم العلمي
- (باللاتينية: Tithymalus berytheus (Boiss. & Blanche) Soják)